# Xorides ater
Xorides ater är en stekelart som först beskrevs av Johann Ludwig Christian Gravenhorst 1829.  Xorides ater ingår i släktet Xorides och familjen brokparasitsteklar. Enligt den finländska rödlistan är arten sårbar i Finland. Arten är reproducerande i Sverige. Artens livsmiljö är skogar.

## Underarter
Arten delas in i följande underarter:
- X. a. rufosignatus
- X. a. nigricoxis
- X. a. brunnescens